# San Fernando, Kalifornien
San Fernando är en stad i Los Angeles County, Kalifornien, USA. Staden är helt omgiven av staden Los Angeles och ligger i norra delen av San Fernando Valley.
Befolkning: 23564 personer bodde i staden vid folkräkningen år 2000, drygt 89% av latinamerikanskt ursprung. 